# Règle des 3 R
Ne doit pas être confondu avec Trois R, Règle de trois ou Wikipédia:Règle des trois révocations.
La règle des 3R (Remplacer, Réduire, Raffiner), créée par W.M.S. Russell (en) et R.L. Burch, est un principe élaboré en 1959 visant à de meilleures pratiques d’expérimentation animale. Chacun des 3R présente cependant des limites dans son principe ou dans son application, ce qui a motivé la proposition de plusieurs « R » supplémentaires par différentes parties concernées.

## Historique
La règle des 3R a été exposée pour la première fois par William Russell et Rex Burch en 1959 dans leur ouvrage The Principles of the Humane Experimental Technique. Des principes similaires avaient été proposés par le physiologiste anglais Marshall Hall en 1835 dans ses Principles of Investigation in Physiology,.
L'objectif était de répondre aux préoccupations du public sur l’utilisation croissante des animaux en recherche scientifique, et d’en éliminer « l’inhumanité » : détresse animale, douleur, souffrance… 
- Les concepteurs de projets doivent en premier lieu envisager des méthodes permettant de remplacer les animaux s’ils travaillent dans un domaine où ils seraient normalement utilisés ;
- Une fois cette première démarche effectuée, il faut développer des méthodes qui réduisent autant que possible le nombre d’animaux utilisés, tout en obtenant suffisamment de données pour répondre aux questions reliées à l'étude ;
- Enfin, pour les animaux restant inclus dans une procédure expérimentale, intervient le raffinement, i.e. une minimisation des contraintes imposées aux animaux (douleur, souffrance, angoisse, détresse, dommages durables), via des améliorations en matière de transport, d’hébergement, de soins, d’alimentation, et lors de la réalisation de l’expérimentation et de la mise à mort.

## En France et en Europe
Les 3R ont été repris dans la directive européenne 2010/63/UE sur l'utilisation des animaux à des fins scientifiques (article 4) et transposés dans la réglementation française par l’article R214-105 du Code rural et de la pêche maritime (CRPM). En 2022, la France s’est dotée d’un « centre 3R » (le FC3R) destiné comme son prédécesseur Francopa à mettre en application les 3R à l’échelle nationale. Cependant, pour Cash, Marty et Obriet, 

« Force est de constater à la lecture de la réglementation qu'une très grande liberté d'appréciation est laissée aux équipes de recherche dans l'application de la règle des 3R, à la seule condition que celles-ci apportent une justification scientifique de leurs choix. Mais l'on ignore sur la base de quels critères les autorités administratives jugent que cette justification est recevable. Quoi qu'il en soit, la réglementation privilégie toujours l'objectif scientifique par rapport aux souffrances infligées aux animaux, fussent-elles extrêmement sévères. »

### Remplacer
Le CRPM indique que les expériences ne sont légales que si elles « ont un caractère de stricte nécessité et ne peuvent pas être remplacées par d'autres stratégies ou méthodes expérimentales n'impliquant pas l'utilisation d'animaux vivants et susceptibles d'apporter le même niveau d'information ». Le principe de Remplacement consiste donc à utiliser des méthodes expérimentales non animales lorsqu’elles permettent de répondre aux mêmes questions que l’expérimentation animale.
L'application de ce principe n'est pas satisfaisante. Par exemple, la méthode de l'ascite (impliquant l'injection dans le péritoine de rongeurs pour le développement de l'ascite contenant les anticorps d'intérêt) est encore utilisée pour la production des anticorps monoclonaux d'après les données de la Commission européenne. Or, le Comité consultatif scientifique (ESAC) du Centre européen pour la validation des méthodes alternatives (ECVAM) a recommandé l'interdiction de cette méthode dès 1998 sauf pour des « circonstances très exceptionnelles dans lesquelles des efforts vérifiables ont été mis en œuvre et ont échoué à produire des anticorps monoclonaux in vitro ». Un nouveau rapport de l'ECVAM publié en 2020 considère que « la production d’anticorps par le biais de la méthode de l’ascite ne devrait plus être acceptable quelles que soient les circonstances ».
De plus, alors que la directive européenne et les réglementations nationales sont explicites quant au fait que le principe de Remplacement concerne les méthodes expérimentales sans utilisation d'animaux vivants, les organismes qui pratiquent ou encadrent l'expérimentation animale ont tendance à parler de « remplacement relatif » lorsqu'ils utilisent des invertébrés non protégés par la réglementation (drosophiles, nématodes, etc.), ou même des poissons zèbres,.
Enfin, aucune obligation de rechercher ou de développer des méthodes non animales n'est inscrite dans la réglementation. C'est pourquoi en 2021, le Groupe Européen d’Éthique des Sciences et des Nouvelles Technologies a proposé l’introduction de la « Recherche de méthodes alternatives » en tant que quatrième R.

### Réduire
Le CRPM indique que les expériences ne sont légales que si « le nombre d'animaux utilisés dans un projet est réduit à son minimum sans compromettre les objectifs du projet ».
Le principe de Réduction ne concerne donc pas le nombre total d’animaux utilisés ou destinés à être utilisés à des fins scientifiques (un chiffre qui stagne depuis plusieurs années à près de deux millions d'animaux utilisés et deux millions supplémentaires tués sans avoir été utilisés chaque année, malgré une légère baisse en 2020 liée aux confinements répétés,), mais le calcul statistique du nombre minimum d’animaux adapté pour obtenir les résultats escomptés pour un projet donné.

### Raffiner
La réglementation considère comme relevant de l'expérimentation animale toute utilisation d'un animal vertébré, d'un céphalopode ou d'une forme larvaire autonome ou d'une forme fœtale de mammifère à partir du dernier tiers de leur développement normal, dès lors que l'utilisation est susceptible « de causer à cet animal une douleur, une souffrance, une angoisse ou des dommages durables équivalents ou supérieurs à ceux causés par l'introduction d'une aiguille effectuée conformément aux bonnes pratiques vétérinaires ». Par définition, l'expérimentation animale est donc source de souffrances physiques et/ou psychiques à différents degrés pour les animaux utilisés.
Le CRPM indique que les expériences ne sont légales que si « les conditions d'élevage, d'hébergement, de soins et les méthodes utilisées sont les plus appropriées pour réduire le plus possible toute douleur, souffrance, angoisse ou dommage durables que pourraient ressentir les animaux ». Le principe de Raffinement consiste donc à « enrichir » les cages, box et autres lieux de détention des animaux utilisés (par l’ajout de jouets ou l’ajustement de la lumière, par exemple), et à utiliser les méthodes expérimentales les moins invasives disponibles, à condition de ne pas nuire à la qualité et à la quantité des résultats escomptés.

## Autres R en expérimentation animale
Les « 3R » ont été formulés à la fin des années 50, et n’ont guère évolué depuis, alors que la masse des connaissances sur l’intelligence et la sensibilité animales, ainsi que sur leurs comportements sociaux, n’a cessé de grossir. Dans un secteur comme celui de la recherche où les nouvelles connaissances sont rapidement exploitées pour enrichir les travaux futurs, il paraît paradoxal que dans le domaine de l’expérimentation animale, les acteurs en restent à des principes datant de 60 ans.
Pourtant, d’autres R ont été proposés à plusieurs reprises par différents auteurs.
La « Réhabilitation » (ou "Rehoming") est autorisée par la réglementation pour les animaux n’ayant pas été tués dans le cadre des expériences, n’ayant pas enduré de souffrances trop importantes et dont la sortie du laboratoire ne pose pas de risque sanitaire ou écologique. Cette issue concerne donc une proportion infime des animaux utilisés. Ce quatrième « R » a été adopté en Inde, qui impose le recours à la réhabilitation par un amendement de 1998.
La « Responsabilité » a été largement mise en avant par les associations professionnelles de l’expérimentation animale, notamment dans la perspective de critiquer la réglementation jugée trop contraignante.
La « Recherche de méthodes alternatives » a été proposée comme quatrième R en 2021 par le Groupe Européen d’Éthique des Sciences et des Nouvelles Technologies, concernant principalement les primates : « Ainsi, les organismes de financement pourraient obliger les chercheurs qui mènent des expériences sur les PNH à affecter une partie de leur budget à la recherche de méthodes alternatives, et les projets financés par l’UE pourraient prévoir l’obligation d’établir un module de travail intégré ou des activités clairement définies axés sur le développement de méthodes alternatives ».
La Robustesse, la pertinence, la validité d'une procédure, constituent un ensemble de réflexions visant à s’assurer de la pertinence de la recherche au regard de ses apports potentiels en faveur de la santé humaine et des bénéfices sociaux attendus, compte tenu des questions de faisabilité et de la probabilité d’atteindre les résultats,. Ces réflexions constituent une tentative de réponse à la "crise de la reproductibilité" en recherche animale.
La Rationalisation est un principe cherchant à éviter la redondance des expérimentations, via le développement de systèmes d’information permettant le partage des données et des résultats, y compris des résultats non publiés. Dans cet esprit, il a été proposé d’ajouter deux « R » : « Registration » : toutes les études avec expérimentation animale devraient être pré-enregistrées dans une base de données accessible au public avant leur commencement, comme cela est effectué pour les essais cliniques chez l'homme ; « Reporting » : toutes les données devraient être publiées, y compris les résultats nuls ou négatifs.
Le Refus de la souffrance pourrait constituer un "R" allant plus loin que l'approche actuelle de raffinement, en fixant un seuil maximal de souffrance admissible (visant donc la remise en cause des actuelles procédures sévères).